# Стерджен-Лейк (город, Миннесота)
Стерджон-Лейк (англ. Sturgeon Lake) — город в округе Пайн, штат Миннесота, США. На площади 9,1 км² (9 км² — суша, 0,1 км² — вода), согласно переписи 2002 года, проживают 347 человек. Плотность населения составляет 38,5 чел./км².
- Телефонный код города — 218
- Почтовый индекс — 55783
- FIPS-код города — 27-63220[1]
- GNIS-идентификатор — 0652751[2]